# 요나라
대요(大遼), 약칭 요(遼)는 거란족이 중국 화북지역을 정복하고 세운 왕조이다. 생활은 주로 정주 농경과 목축을 하였다. 야율아보기가 거란족과 기타 이민족들을 모아 화북을 점령하고 칭제하였다. 916년 건국 당시에는 국호가 거란(契丹)이었는데, 947년에 대요로 바꾸고, 1125년에 금나라의 공격을 받아 멸망했다. 스스로는 거란국(거란어: Mos diau-d kitai huldʒi gur)라고도 하였다.

## 역사
907년, 당나라가 멸망하자 질라부(迭剌部) 야율씨의 야율아보기는 거란의 여러 부족을 통합해 카간이 되었으며 916년 스스로를 천황제라 부르면서 거란국을 건국했다. 그 이후 탕구트와 위구르 등의 부족들을 제압하여 외몽골에서 동투르키스탄에 이르는 지역을 확보하였고, 925년 발해(渤海)의 영토였던 요동반도를 차지하고 926년에는 거란도를 통해서 상경용천부를 함락시켜서 발해를 멸망시키고 만주 전역을 정복하기에 이른다. 아율아보기는 중국 한족들 2만 9천호를 상경임황부(上京臨潢府) 남쪽으로 강제 이주시키고 한족을 지배하는 전진 기지를 운영하였다.
2대 황제인 태종 때에는 거란족 군대를 정비하여 주로 중국 경략에 국력을 쏟아부었다. 936년 후진(後晉)의 건국을 도와준 대가로 연운십육주(燕雲十六州)를 획득하고 국호를 "요"(遼)라 하였다. 946년 요 태종은 후진을 멸망시켰고 후량 주천충(朱全忠)의 일가 2천 명을 상경임황부로 끌고 가 노예로 삼았다. 대량(大梁) 일대까지 진출하였다. 그러나 요나라의 가혹한 통치는 한족의 반발을 불러 일으켰다.
이후 왕위 계승을 둘러싼 내분으로 불안한 정국이 이어지다가 성종(聖宗) 때에 들어서 안정을 되찾았다. 성종은 송(宋)을 공격하여 1004년 전연의 맹(澶淵之盟)을 맺고 송나라는 요나라를 사대하고 조공을 바쳤다. 요나라는 송나라에서 오는 세폐(歲幣)로 재정을 확충했으며 경제적·문화적으로 국력이 융성하게 되었다. 또한 성종은 정치조직과 군사조직을 정비하고, 법전을 편찬·공포하는 등 강력한 중앙집권적 체제를 갖추었다. 전연의 맹 이후에도 송나라의 영토를 자주 침략하였고 동북아시아의 강국이 되었다.
그러나 성종 이후인 흥종(興宗)·도종(道宗) 때 황실의 내분으로 반란이 일어났다. 그러한 가운데 요나라는 동만주에서 일어난 여진족 완옌부(完顔部)의 추장 아구다(阿骨打)가 세운 금나라(金)의 협공을 받아 1125년 황제 천조제(天祚帝)가 사로잡힘으로써 멸망당했다. 요나라가 금나라에게 망해가던 이때 요나라 황족이었던 야율대석(耶律大石)은 서쪽으로 망명하여 중앙 아시아 지역에 서요(西遼)를 건국했다. 이후 서요는 칭기즈칸에 의해 멸망한다.

## 정치
요는 지배층인 거란인과 기타 이민족은 고유한 제도(북면제)로 다스리고, 피지배족인 한족은 중국의 제도(남면제)로 다스리는 이원 지배체제를 기본으로 했다. 요나라는 야율아보기가 거란족의 군대를 모아 한족의 영토였던 화북을 점령하여 세운 정복왕조로 거란족과 한족이 화합하여 만든 국가가 아니다. 소수 한족들을 등용하기는 하였으나 철저히 거란족에 항복한 한족들이였다. 요나라는 거란족의 풍습을 지키면서 요나라에 충성을 맹세한 한족들을 등용해 한족식 문화도 수용하였다. 국가 중대사는 거란인이 주재해 거란인이 우월을 지켰다. 재판에서도 한족은 차별을 받았고 거란인은 쉽게 한족을 강간하거나 살해하여 한족의 불만은 높아져 갔다. 당시 한족들이 피난가 건국한 남조에게는 배신자(한간)이라고 불렸지만 소수 피지배층인 한족들도 등용하였고 한족 문화를 자주 사용하였지만 지배관계에 있어선 타협이 없었다. 하지만 중국 학계에서는 마치 거란족과 여진족, 몽골족이 한족이 화합을 이뤄내서 건국한 것으로 이야기하지만 문헌들을 보더라도 확실히 한족들이 살해당하거나 억울하고 불리한 위치에 있어 한족들의 반발이 많았고 남조로 도망가는 한족도 존재하였다. 요나라 당시 거란족과 한족의 인구는 비슷하였다. 중국 왕조에선 한족을 내세울 수 있던 것은 소수 귀족 계층 뿐이였고 대다수 인구를 구성하던 백성들은 족에 포함되지 않았고 성씨 또한 없었기 때문이다.
중앙정부 최고 기관으로 북·남 추밀원(北南樞密院)이 있었는데, 각각 독자적으로 부서를 거느렸다. 북면관에는 거란의 독자성이 강한 기구를 설치하고, 남면관에는 중국식 6부를 설치했다.
지방제도도 부족제와 중국식 주현제로 나뉜다. 거란족과 유목민에게는 기존 혈연 조직을 재편한 부족제를 시행해서 중앙의 통치 권위를 세웠다. 발해지역에는 동란국을 세워 발해의 제도를 그대로 채용했는데, 이는 사실상 중국식 주현제였다. 연운16주 지역도 주현제를 그대로 사용했다.
법 적용에 있어서도 거란인과 유목민에게는 거란의 법을, 발해와 중국인에게는 중국법을 적용했으며, 관할 관청도 달랐다. 법률문제를 관장하는 중앙정부기구로 이리필원(夷離畢院)이 거란인을, 대리사(大理寺)나 형부(刑部)가 한족을 담당했다. 지방에서는 거란족은 부족장이, 한족은 주·현의 거란족 장관이 관여했다.

## 경제
요는 농업을 장려해 농업 생산에 주력했고, 여기서 국가 재정의 거의 대부분을 충당했다. 직물·도자기·기와·마구 등 제조업이 발달했으며, 인쇄술이 발달해서 거란대장경을 조판했다. 제조업 발달을 배경으로 상업도 도시를 중심으로 번성했다.
요는 북송, 고려와 교역하였다. 요와 송은 차, 비단, 도자기, 양, 말, 낙타와 교역하였으며, 고려와 함께 금, 은, 인삼, 말, 가죽 등과 함께 교류하였다. 요와 송, 고려는 공통적으로 말을 가지고 교역하였다.

## 종교
거란의 고유 종교는 원시적 샤머니즘이었다. 태무(太巫)라는 사제가 범민족적인 제사를 주관했고, 각 씨족마다 제사를 담당하는 사제가 있었다. 발해와 중국에서 불교를 도입했고, 발해가 망한 뒤에는 많은 발해 승려가 요의 수도에 사찰을 세웠다. 화엄종이 가장 융성했고, 진언종과 다라니 신앙도 민간에서 성행했다. 성종 이후에는 대장경 등 불교 서적을 인쇄했고 명승도 나왔다. 한족이 들어오면서 유교와 도교도 함께 들어왔지만, 유교는 한족 지배를 위한 방책에 불과했고, 도교는 민간에서 유행했다.

## 문자
거란족은 고유 문화를 보존하고 발전시키려고 노력해서 독자적인 문자인 거란 문자를 만들었다. 태조는 대자(大字)를 만들었고, 위구르 문자를 본떠 소자(小字)를 만들었다. 거란 문자는 공문서에 사용한 표음문자로 한자의 해서와 전서를 모방한 서체인데, 현재 완전히 해독하지 못하고 있다. 거란어는 고대 몽골어와 유사하다.

## 예술

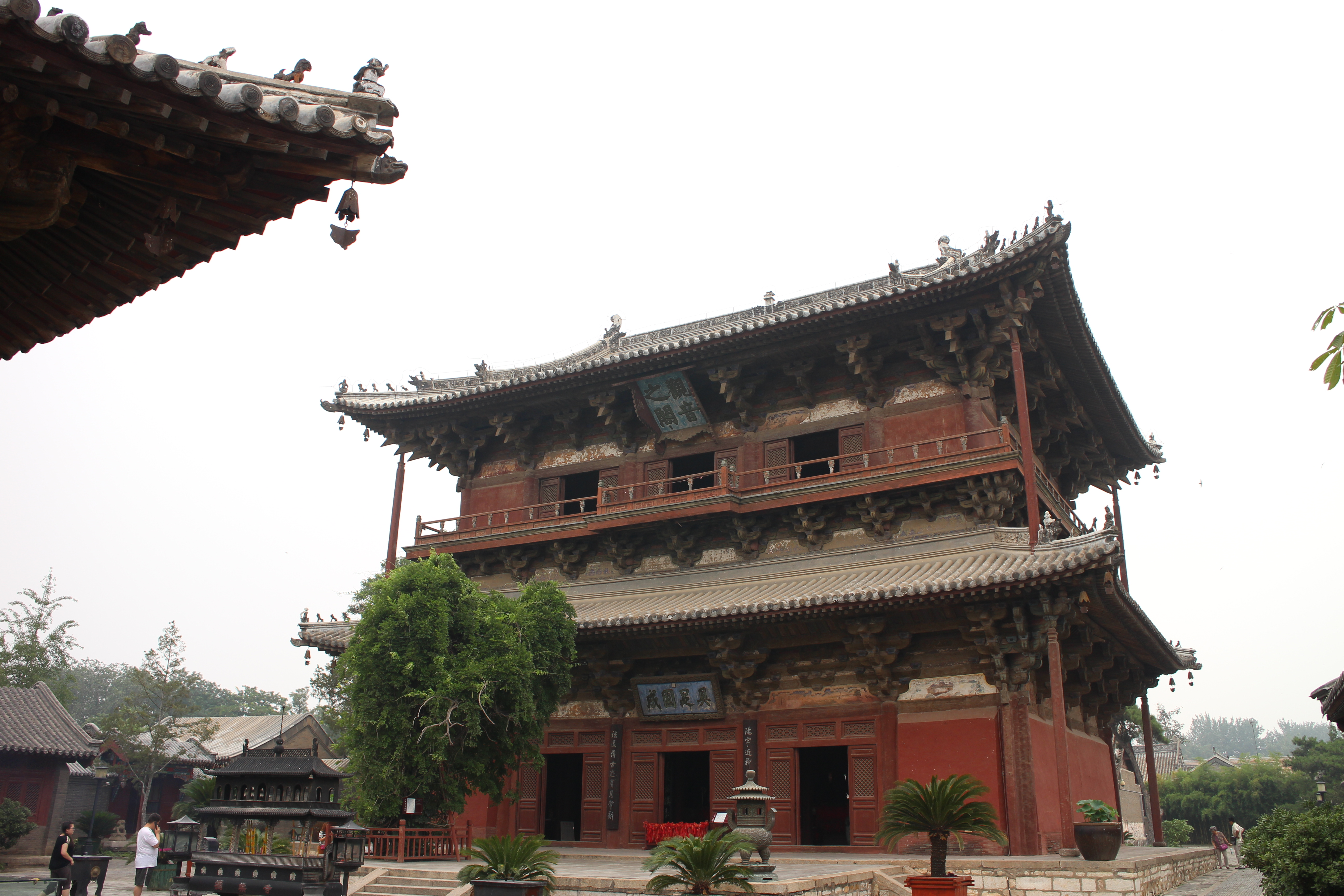
독락사 관음각

984년에 요가 세운 허베이성의 독락사 관음각은 중국에서 가장 오래된 목조 건축물이다. 이것은 당나라의 건축 기술을 계승한 것이다. 1054년에 산시성에 세운 목탑은 8층으로, 규모와 기술에서 전대미문의 것이다.
미술 분야에서는 동몽골의 경릉에서 발굴한 인물화, 산수화, 사원 벽화가 대표적이다. 산수화에는 사냥을 즐기는 거란족의 생활 풍습이 잘 나타나 있는데, 당과 5대의 산수화 기법을 계승하고 있다. 요삼채(遼三彩)라고 부르는 도자기도 유명하다. 요삼채는 당삼채의 기술을 받아들인 것으로, 자연 경관과 사계절의 변화를 정밀하고 사실적으로 보여준다.

## 5개 수도
- 남경 석진부(南京析津府) : 연경(燕京)이라고도 한다. 현재 베이징시.

- 중경 대정부(中京大定府) : 내몽골 자치구 닝청 현 근처.

- 상경 임황부(上京臨潢府) : 내몽골 자치구 바린 좌기 근처.

- 동경 요양부(東京遼陽府) : 현재 랴오양 시.

- 서경 대동부(西京大同府) : 현재 산시성 다퉁시.

## 역대 황제
| 대수  | 묘호                              | 시호                                             | 성명                | 거란 이름       | 연호 | 재위기간        | 능호           |
| ----- | --------------------------------- | ------------------------------------------------ | ------------------- | --------------- | --- | --------------- | -------------- |
| -     | 요 숙조 (遼肅祖) (요 태조 추숭)   | 소열황제 (昭烈皇帝)                              | -                   | 누리사 (耨里思) | - | -               | -              |
| -     | 요 의조 (遼懿祖) (요 태조 추숭)   | 장경황제 (莊敬皇帝)                              | -                   | 살랄덕 (薩剌德) | - | -               | -              |
| -     | 요 현조 (遼玄祖) (요 태조 추숭)   | 간헌황제 (簡獻皇帝)                              | -                   | 균덕식 (勻德寔) | - | -               | -              |
| -     | 요 덕조 (遼德祖) (요 태조 추숭)   | 선간황제 (宣簡皇帝)                              | -                   | 살랄적 (撒喇的) | - | -               | -              |
| 제1대 | 요 태조 (遼太祖)                  | 대성대명신열천황제 (大聖大明神烈天皇帝)          | 야율억 (耶律億)     | 아보기 (阿保機) | 신책(神冊) 916년 ~ 922년 천찬(天贊) 922년 ~ 926년 천현(天顯) 926년                                                                     | 916년 ~ 926년   | 조릉(祖陵)     |
| 제2대 | 요 태종 (遼太宗)                  | 효무혜문황제 (孝武惠文皇帝)                      | 야율덕광 (耶律德光) | 요골 (堯骨)     | 천현(天顯) 926년 ~ 938년 회동(會同) 938년 ~ 947년 대동(大同) 947년                                                                     | 926년 ~ 947년   | 회릉(懷陵)     |
| -     | 요 의종 (遼義宗) (요 세종 추숭)   | 문헌흠의황제 (文獻欽義皇帝)                      | 야율배 (耶律倍)     | 돌욕 (突欲)     | - | -               | 현릉(顯陵)     |
| 제3대 | 요 세종 (遼世宗)                  | 효화장헌황제 (孝和莊憲皇帝)                      | 야율원 (耶律阮)     | 올욕 (兀欲)     | 천록(天祿) 947년 ~ 951년 | 947년 ~ 951년   | 현릉(顯陵)     |
| 임시  | -                                 | 익황제 (翼皇帝)                                  | -                   | 찰할 (察割)     | - | 951년           | -              |
| 제4대 | 요 목종 (遼穆宗)                  | 효안경정황제 (孝安敬正皇帝)                      | 야율경 (耶律璟)     | 술률 (述律)     | 응력(應曆) 951년 ~ 969년 | 951년 ~ 969년   | 회릉(懷陵)     |
| 제5대 | 요 경종 (遼景宗)                  | 효성강정문목황제 (孝成康靖文穆皇帝)              | 야율현 (耶律賢)     | 명의 (明扆)     | 보녕(保寧) 969년 ~ 979년 건형(乾亨) 979년 ~ 982년                                                                                      | 969년 ~ 982년   | 건릉(乾陵)     |
| -     | -                                 | 장숙황제 (章肅皇帝) (요 성종 추숭)               | 야율홍고 (耶律洪古) | 이호 (李胡)     | - | -               | -              |
| 제6대 | 요 성종 (遼聖宗)                  | 문무대효선숙경황제 (文武大孝宣肅景皇帝)          | 야율융서 (耶律隆緖) | 문수노 (文殊奴) | 통화(統和) 983년 ~ 1012년 개태(開泰) 1012년 ~ 1021년 태평(太平) 1021년 ~ 1031년                                                        | 982년 ~ 1031년  | 영경릉(永慶陵) |
| 제7대 | 요 흥종 (遼興宗)                  | 신성효장황제 (神聖孝章皇帝)                      | 야율종진 (耶律宗眞) | 지골 (只骨)     | 경복(景福) 1031년 ~ 1032년 중희(重熙) 1032년 ~ 1055년                                                                                  | 1031년 ~ 1055년 | 영흥릉(永興陵) |
| 제8대 | 요 도종 (遼道宗)                  | 인성대효문황제 (仁聖大孝文皇帝) (소황제(昭皇帝)) | 야율홍기 (耶律洪基) | 사랄 (査剌)     | 청녕(淸寧) 1055년 ~ 1064년 함옹(咸雍) 1065년 ~ 1074년 대강(大康) 1075년 ~ 1084년 대안(大安) 1085년 ~ 1094년 수창(壽昌) 1095년 ~ 1101년 | 1055년 ~ 1101년 | 영복릉(永福陵) |
| -     | 요 순종 (遼順宗) (요 천조제 추숭) | 대효순성황제 (大孝順聖皇帝)                      | 야율준 (耶律濬)     | 야로알 (耶魯斡) | - | -               | -              |
| 제9대 | -                                 | 천조황제 (天祚皇帝)                              | 야율연희 (耶律延禧) | 아과 (阿果)     | 건통(乾統) 1101년 ~ 1110년 천경(天慶) 1111년 ~ 1120년 보대(保大) 1121년 ~ 1125년                                                       | 1101년 ~ 1125년 | 건릉(乾陵)     |

## 같이 보기
- 거란